# John Howe (Illustrator)

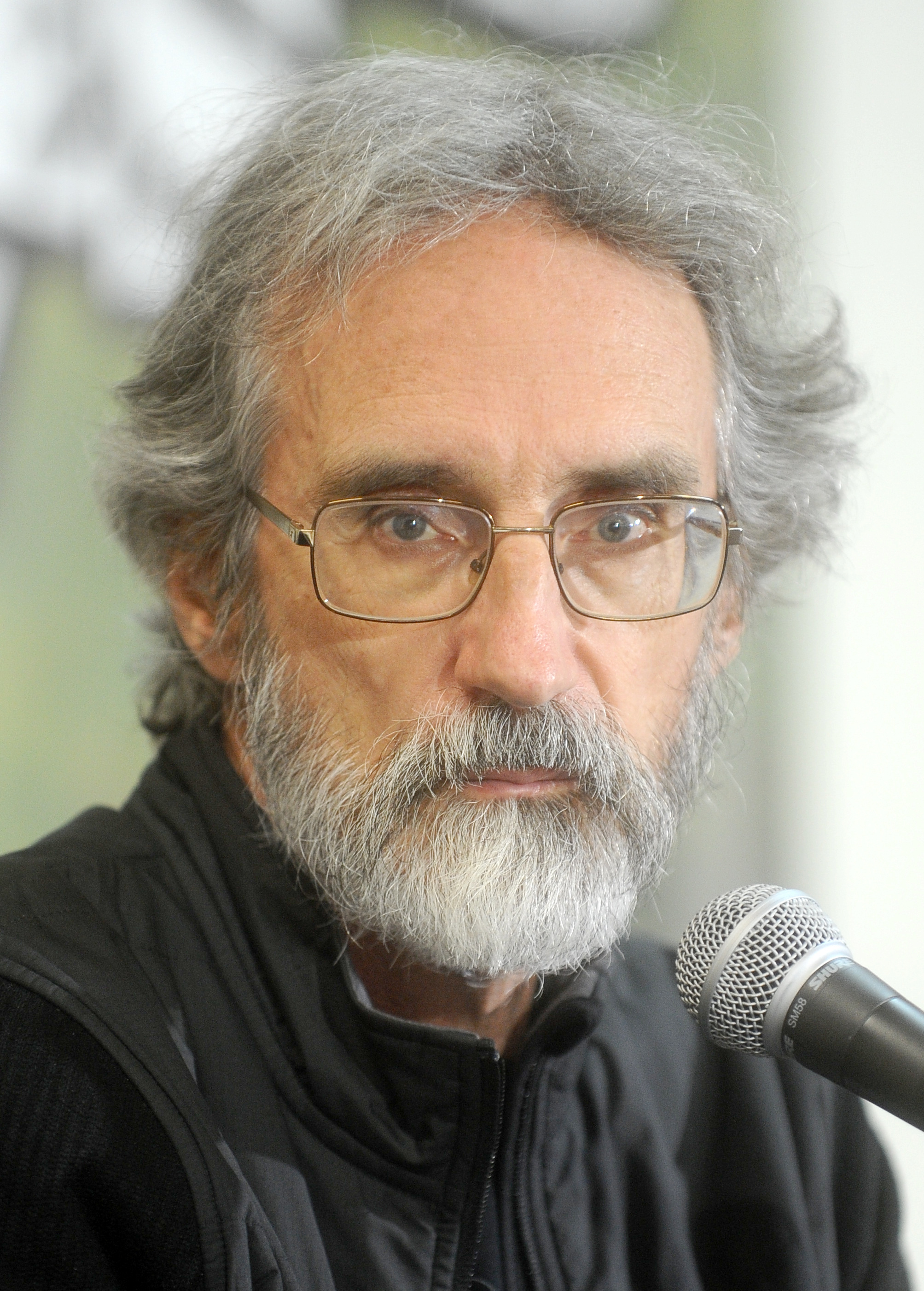
John Howe, 2017

John Howe (* 21. August 1957 in Vancouver, British Columbia) ist ein kanadischer Buchillustrator. 
Er gilt zusammen mit Alan Lee und Ted Nasmith als einer der bedeutendsten Illustratoren der Werke J. R. R. Tolkiens.

## Leben
Howe besuchte 1976 das College in Straßburg (Frankreich), wechselte aber schon im nächsten Jahr zur École supérieure des arts décoratifs. Heute lebt er mit seiner Frau Fataneh – ebenfalls einer Illustratorin (u. a. mehrere Cover für die Bücher von Federica de Cesco) – und seinem Sohn Dana in Neuchâtel in der Schweiz.
Neben zahlreichen Kinderbüchern illustrierte er auch den Herrn der Ringe und Das Silmarillion. Er zeichnete zahlreiche Tolkien-Kalender (u. a. 1987 und 1988 teilweise, die vollständigen Kalender 1991, 1995, 1997, 2001) sowie auch einige Bilder zur Feier des 50. Jahrestages der Erstveröffentlichung des Hobbit. Er arbeitete auch als Conceptual Artist an der Produktion der Herr-der-Ringe und der Hobbit-Filmtrilogie mit.
John Howe ist zudem ein Experte für Waffen, Rüstungen und Alltagsleben im Mittelalter, im Motorbuch-Verlag erschien das viel beachtete Werk Söldnerleben im Mittelalter, an dem er mitgearbeitet hat.
Seine neuste Publikation ist Myth & Magic – The Art Of John Howe, erschienen bei Harper Collins.